# Bernard Blindganger
Bernard Blindganger (Rompetechos) is een bijziende stripfiguur van de Spaanse tekenaar Francisco Ibáñez. Hij is bekend geworden van zijn bijrollen in onder andere de verhalen van Paling en Ko en de gagstrip Paviljoenstraat 3 maar heeft in Spanje ook zijn eigen reeks.

## Achtergrond
Bernard Blindganger is een klein mannetje met zwart kalend haar en een snorretje. Hij draagt een grote bril met echter de verkeerde glazen, vandaar dat hij andere dingen ziet dan in werkelijkheid. Over de ontstaansgeschiedenis doen de volgende verhalen de ronde;
- Ibáñez kreeg de opdracht van zijn baas Francisco Bruguera om een stripfguur te ontwerpen gebaseerd op diens favoriete acteur Rompetechos, maar deed precies het tegenovergestelde. Ibáñez zou zich daarbij hebben laten inspireren door de Duitse film Quax, Der Bruchpilot die in de Spaanse bioscopen werd vertoond als Quax, el piloto Rompetechos.
- Journalist en voormalig redacteur van het stripblad Mortadelo Vicente Palomares beweert dat het personage een karikatuur is van medewerker Ernesto Pérez Mas.
- Ook de Amerikaanse tekenfilmfiguur Mr. Magoo zou als voorbeeld hebben gediend.

## Publicaties

### Strips
Bernard Blindganger verscheen eerst in Tio Vivo (1964) en Dan Dan (1969) voordat hij in de jaren 70 twee eigen bladen kreeg. Zijn verhalen variëren in lengte van een tot vier pagina's. Enkele terugkerende elementen zijn; 
- Bernard die een hippie voor een madeliefje aanziet, en een als viking verklede man voor een hert waarop gejaagd moet worden.
- Bernard die inkopen doet, de reclameposters verkeerd leest en een vreemd gesprek aanknoopt met de winkelier; ook denkt hij dat watermeloenen rugbyballen zijn.
- Bernard die fysiek geweld gebruikt omdat hij denkt dat de mensen hem uitlachen en vervolgens in de gevangenis of een psychiatrische inrichting belandt.

Naast Paling en Ko is Bernard Blindganger het enige personage van Ibáñez waarvan in de 21e eeuw nieuwe albums zijn verschenen. In Nederland werd slechts een verhaal gepubliceerd als gastoptreden in album 6 van Paviljoenstraat 13.

### Films
In 2003 ging de eerste speelfilm van Paling en Ko in première; Bernard Blindganger werd hierin gespeeld door Emilio Gavira en neergezet als iemand die terugverlangt naar het Franco-tijdperk. In de strips is daar niks van te merken, maar volgens regisseur Javier Fesser moet een klein boos mannetje met een snorretje wel een fascist zijn. In de vervolgfilms Paling en Ko: Missie, red de aarde en Mortadelo y Filemón contra Jimmy el Cachondo weet Bernard wel zijn Franco-sympathieën in toom te houden.

## Kritiek
Het personage zou volgens critici de spot drijven met bijziende mensen, maar Ibáñez had er geen kwade bedoelingen mee aangezien hij bij leven zelf bijziend was.